# De laatste dag (film)
De laatste dag is een korte film uit 2008 die is geproduceerd door Lemming Film in het kader van Kort! 8 naar een verhaal van Toon Tellegen.

## Verhaal
Een man van middelbare leeftijd probeert zijn kostbaarste bezit, een groep jonge vrouwen, uit de handen van zijn concurrenten te houden.

## Muziek
De muziek die gebruikt wordt in deze film is het nummer L'Imparfait du Cœur van Accordéon Mélancolique.